# Смртна казна у Сједињеним Америчким Државама
Смртна казна у Сједињеним Америчким Државама је ограничена осмим амандманом на Устав САД и у пракси се изриче само за тешка убиства чији су починиоци одрасле особе које немају никаквих менталних поремећаја.
Смртна казна је постојала и у свим америчким колонијама пре доношења Декларације о независности. Тренутно је смртна казна легална у 33 савезне државе и у федералном цивилном и војном правном систему. Методе извршења смртне казне као и злочини за које се она изриче нису исти у свим савезним државама. Најчешће средство извршења последњих деценија је смртоносна инјекција. Током 2012. погубљене су укупно 43 особе.

## Историја
Прва забележена смртна казна у британским колонијама у Северној Америци извршена је 1608. над капетаном Џорџом Кендалом који је био осуђен за шпијунажу у корист Шпаније и стрељан у Џејмстауну на територији данашње Вирџиније.
М. Ват Еспај и Џон Ортиз Смикла су саставили списак од 15.269 погубљених особа у САД и британским колонијама између 1608. и 1991. У периоду између 1930. и 2002. погубљена је укупно 4.661 особа, од тога две трећине у првих 20 година. Овом броју треба додати и 135 војника које је погубила Војска САД између 1916. и 2012.
Највеће масовно погубљење у историји САД било је вешање 38 мушкараца из племена Сијукса који су осуђени на смрт због убистава и силовања током рата из 1862. Погубљени су 26. децембра 1862. у Менкејту у савезној држави Минесота. Друго највеће масовно погубљење било је вешање 13 афроамеричких војника због учешћа у нередима у Хјустону 1917.

## Савезне државе без смртне казне
У Округу Колумбија и у следећих 18 савезних држава смртна казна се тренутно не примењује:
- Аљаска
- Конектикат **
- Хаваји
- Илиноис
- Ајова
- Мејн
- Мериленд
- Масачусетс
- Мичиген
- Минесота
- Њу Џерзи
- Нови Мексико**
- Њујорк
- Северна Дакота
- Роуд Ајланд
- Вермонт
- Западна Вирџинија
- Висконсин
  - Напомена: савезне државе означене са ** још увек примењују смртну казну за злочине почињене пре њеног укидања.